# قائمة رؤساء نادي النصر السعودي
تأسس نادي النصر السعودي في الرابع والعشرين من أكتوبر من عام 1955 على يد الأخوين حسين وزيد من عائلة الجبعاء، كان زيد أول رئيسٍ لنادي النصر. الاسم الرسمي لمنصب رئيس النادي هو: «رئيس مجلس إدارة نادي النصر».

## قائمة الرؤساء
| م  | الرئيس                   | الرئيس                                                    | فترة الرئاسة                | البطولات التي حققها الفريق الأول لكرة القدم في عهده |
| -- | ------------------------ | --------------------------------------------------------- | --------------------------- | --- |
| 1  |                          | زيد بن مطلق الجبعاء (― 10 يناير 2002)                     | 1955‒1956                   | |
| 2  |                          | أحمد عبد الله (البربري) (― 2000)                          | 1956‒1960                   | |
| 3  |                          | محمد سعد الوهيبي (؟―)                                     | 1960                        | |
| 4  |                          | محمد أحمد العديني (؟―)                                    | 1960‒1961                   | |
| 5  | Abdulrahman bin Saud.jpg | عبد الرحمن بن سعود (الرمز) (19 نوفمبر 1940―29 يوليو 2004) | 1960‒1969                   | |
| 6  |                          | سلطان بن سعود (1939―31 ديسمبر 1975)                       | 1969‒1975                   | |
| 7  | Abdulrahman bin Saud.jpg | عبد الرحمن بن سعود (الرمز) (19 نوفمبر 1940―29 يوليو 2004) | 1975‒1997                   | 1. الدوري السعودي التصنيفي 1974–75 2. كأس الملك السعودي 1974 3. كأس الاتحاد السعودي 1975–76 4. الدوري السعودي الممتاز 1979–80 5. الدوري السعودي الممتاز 1980–81 6. كأس الملك السعودي 1981 7. كأس الملك السعودي 1986 8. كأس الملك السعودي 1987 9. الدوري السعودي الممتاز 1988–89 10. كأس الملك السعودي 1990 11. الدوري السعودي الممتاز 1994–95 12. الدوري السعودي الممتاز 1995–96 13. كأس الخليج للأندية 1996 |
| 8  |                          | فيصل بن عبد الرحمن بن سعود (؟―)                           | 1997‒2000                   | 1. كأس الخليج للأندية 1997 2. كأس الاتحاد السعودي 1997–98 3. كأس الكؤوس الآسيوية 1997–98 4. كأس السوبر الآسيوي 1998 |
| 9  | Abdulrahman bin Saud.jpg | عبد الرحمن بن سعود (الرمز) (19 نوفمبر 1940―29 يوليو 2004) | 2000‒29 يوليو 2004          | |
| 10 |                          | ممدوح بن عبد الرحمن بن سعود (؟―)                          | 2005‒2006                   | |
| 11 |                          | فيصل بن عبد الرحمن بن سعود (؟―)                           | 2006‒2009                   | 1. كأس الأمير فيصل 2007–08 |
| 12 |                          | فيصل بن تركي (كحيلان) (9 أبريل 1973―)                     | 2009‒1 يناير 2018           | 1. كأس ولي العهد 2013–14 2. دوري المحترفين السعودي 2013–14 3. دوري المحترفين السعودي 2014–15 |
| 13 |                          | سلمان المالك (مكلف) (1977―)                               | 1 يناير 2018‒15 مارس 2018   | |
| 14 |                          | سعود آل سويلم (مكلف) (؟—)                                 | 15 مارس 2018‒13 يوليو 2019  | 1. دوري المحترفين 2018–19 |
| 15 |                          | صفوان السويكت (؟—)                                        | 13 يوليو 2019‒21 مارس 2021  | 1. كأس السوبر 2019 2. كأس السوبر 2020 |
| 16 |                          | مسلي آل معمر (يناير 1976 —)                               | 1 أبريل 2021‒ 21 يونيو 2024 | 1. كأس العرب للأبطال 2023 |
| 17 |                          | إبراهيم المهيدب (8 أغسطس 1986م - )                        | 21 يونيو 2024 - إلى الآن    | |